# Сернелиус, Ноэль
Ноэль Бу Рунар Сернелиус (швед. Noel Bo Runar Sernelius; род. 24 июля 2006) — шведский футболист, полузащитник «Норрчёпинга».

## Клубная карьера
Является воспитанником «Норрчёпинга». Начиная с сезона 2022 года стал привлекаться к тренировкам с основной командой. 31 августа 2022 года подписал с клубом первый профессиональный контракт. В середине сентября впервые попал в заявку на матч Алльсвенскан с «Кальмаром», но на поле не появился. Дебют в чемпионате страны состоялся 13 августа 2023 года в игре с «Хальмстадом», в которой Сернелиус вышел на замену в компенсированное ко второму тайму время вместо Вито Хаммерсхёй-Мистрати.

## Клубная статистика
| Выступление      | Выступление      | Выступление      | Лига | Лига | Кубки | Кубки | Конт. кубки | Конт. кубки | Итого | Итого |
| Клуб             | Лига             | Сезон            | Игры | Голы | Игры  | Голы  | Игры        | Голы        | Игры  | Голы  |
| ---------------- | ---------------- | ---------------- | ---- | ---- | ----- | ----- | ----------- | ----------- | ----- | ----- |
| Норрчёпинг       | Алльсвенскан     | 2023             | 1    | 0    | 0     | 0     | 0           | 0           | 1     | 0     |
| Норрчёпинг       | Итого            | Итого            | 1    | 0    | 0     | 0     | 0           | 0           | 1     | 0     |
| Всего за карьеру | Всего за карьеру | Всего за карьеру | 1    | 0    | 0     | 0     | 0           | 0           | 1     | 0     |